# جون براون (لاعب كرة قدم بريطاني)
جون براون (بالإنجليزية: John Brown)‏ (6 مارس 1940 بإدنبرة في المملكة المتحدة - ) هو لاعب كرة قدم بريطاني في مركز نصف الجناح. لعب مع كولتشستر يونايتد ونادي ستنهاوسموير ودنبار يونايتد ‏.